# 高埗大桥旧址
高埗大桥旧址，位于中国广东省东莞市东莞市高埗镇下江城村，为东莞市的一个市、县级文物保护单位，类型为近现代重要史迹及代表性建筑，公布时间为2004年1月8日。
高埗大桥旧址的历史年代为1984。